# Mátraszőlős
Mátraszőlős là một thị trấn thuộc hạt Nógrád, Hungary. Thị trấn này có diện tích 29,16 km², dân số năm 2010 là 1631 người, mật độ 56 người/km².